# Прељубници (роман)
Прељубници је роман српске књижевнице Виде Огњеновић, први пут објављен 2006. године. Ово је њен други, уједно и најчитанији роман. До 2015. године доживео је 8 издања и преведен је на више европских језика.

## Радња романа
Прељубници је роман о драми идентитета с којом се суочава главна јунакиња одлучна да, упркос свим невољама сопственог искуства, обликује идентитет по властитој мери и сама осмисли и исприча причу свог живота, насупрот свим условљеностима и свим класичним веровањима да је идентитет унапред задат. То је интимна и разоткривајућа прича успешне жене, интензивирана приповедањем у првом лицу једнине. Доводи у питање све идентитете и маске којима главна јунакиња прикрива своје право ја.
Ово је прича о аутентичној драми једне жене, савремене Београђанке, чији се живот мења када се суочава са сазнањем које није лако издржати. Ауторка отвара драму када њена јунакиња сазнаје да њени родитељи нису и њени биолошки родитељи. Доживљава слом властитог идентитета и то се у њеном искуству зреле и остварене жене јавља као изразита егзистенцијална драма. Једна по једна чињеница о њеном животу и о њеном идентитету, а све их је подразумевала и сматрала саме по себи јасним и разумљивим, показује се као нетачна, спорна или недовољна. Зато ова модерна и снажна жена одлучује да на рубу властите егзистенције направи преокрет и да осмисли властити идентитет полазећи од свог искуства, страсти и маште, животних потреба и планова, жудњи и знања, интереса и могућности, интелектуалних моћи и непрестане потраге за смислом.
Према речима ауторке, ово је књига у којој је своју јунакињу поставила у сукоб са свим стереотипима, али и у којој је било тешко спојити истинитост исповести и побуну. Књига није аутобиографска, каже ауторка, и закључује да слобода постоји, али да се она мора изборити.

## Награде
Роман Прељубници добио је 2006. године награду Народне библиотеке Србије за најбољу књигу у мрежи јавних библиотека Србије.